# 飯塚市
飯塚市（いいづかし）は、福岡県の中部に位置する市。筑豊三都の一つに数える。筑豊で最多の人口を擁し、同地域の中心機能を持つ都市でもある。
飯塚都市圏の中心都市であり、筑豊地方、嘉飯山地区の中心都市でもある。

## 市名の読み
読み仮名は「いいづか」だが「イーヅカ」と読む場合が多い。
アクセントについては、テレビニュースなどでは「イーヅカ」と平板に発音されることが多いが、地元では「イーヅカ」のように語頭の「イ」の部分が高い頭高型のアクセントで発音することが多い。なお、本市に隣接する直方市の「直方」の場合、NHKは頭高型の「ノーガタ」を「地元放送局アクセント」として登録しているが、「イーヅカ」は許容されていない。

## 地理

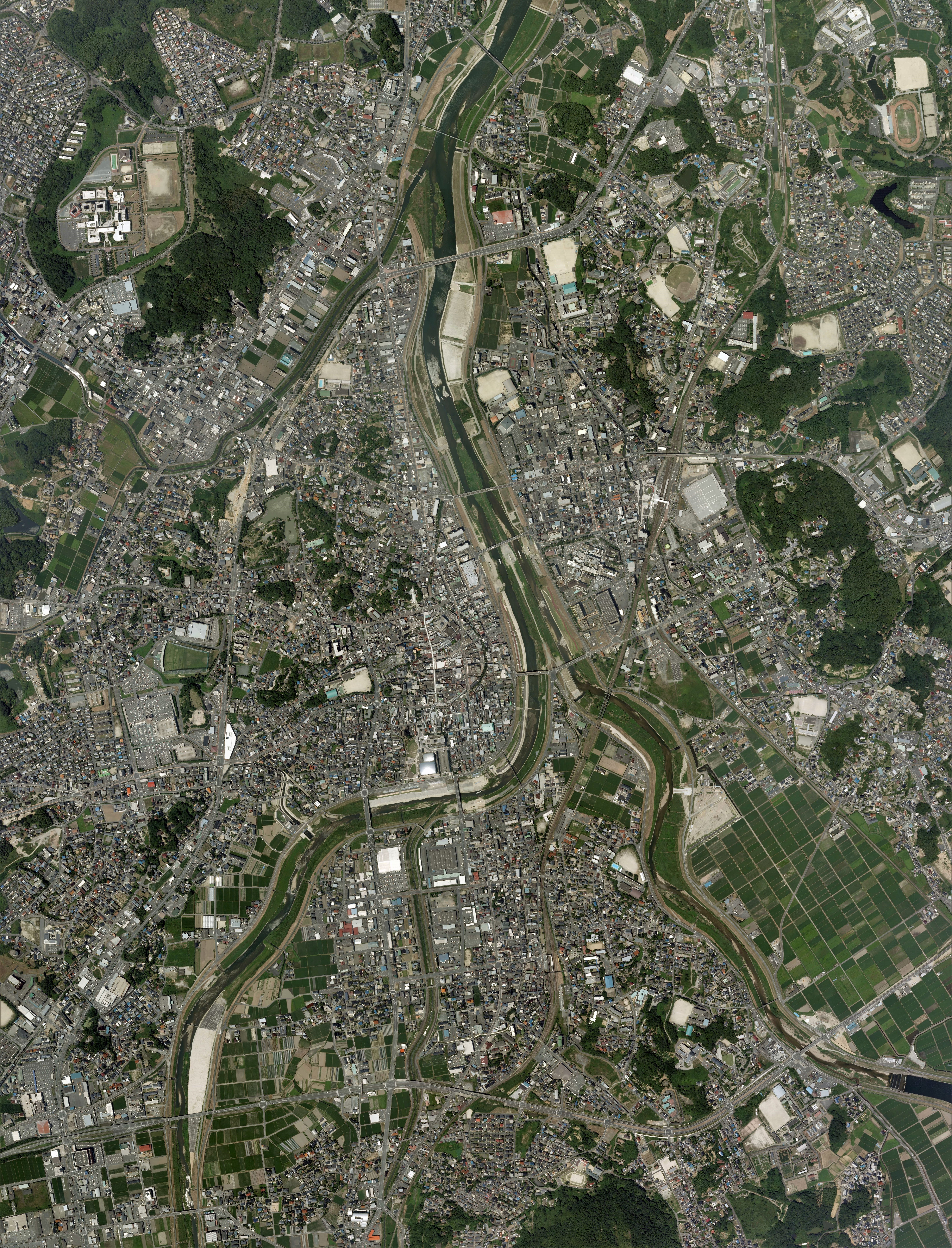
飯塚市中心部周辺の空中写真。
2007年7月31日撮影の12枚を合成作成。。

### 位置・地形
飯塚市は福岡県の中央部に位置する筑豊地方の中心都市で福岡市の東約35km、 北九州市中心部の南西約40kmの場所に位置する。市域中央部を一級河川の遠賀川が流れ、この付近は市街地を形成している。市域西北部から西部〜西南部にかけて三郡山 (935.9m)、 砥石山 (828m) などの400 - 900m級の山々が連なっており、三郡山地と呼ばれる山地を形成している。市域東部にも200 - 300m級の山がいくつかあり、小さな山地を形成している。よって市域中央部から北部は山に囲まれた盆地となっている。市域西端部の八木山峠やショウケ越、市域南端部の冷水峠は道路が整備されるまでは交通の難所であった。

### 気候
盆地のため夏場は気温が上がりやすく暑く、冬場は放射冷却現象が強く最低気温が氷点下の冬日も多い。統計期間1991 - 2020年の現平年値での冬日は28.4日。全国的にも特に雪の少ない福岡市とは全く異なり、1972年 - 2001年の30年平均の年降雪量/最深積雪量は17cm/6cmと京都市の市街地と同程度あり、九州北部の都市としては同じく内陸部に位置する大分県日田市と並んで雪が多い。近年では2021年1月10日に24cm、2018年2月6日に12cm、2016年1月25日に15cm、2010年1月13日に17cmの積雪を観測(委託積雪の非公式記録)しており、寒波が来ると市街地でも積雪することが多く10cmを超えることもある。過去に2度、年降雪量が1mを超えたことがあり（1963年の185cm・1968年の118cm）、特に1963年（昭和38年1月豪雪時）の185cmは関東以西の太平洋側平地官署で現在でも最多の年降雪量記録となっている。
| 飯塚特別地域気象観測所（飯塚市川島字甘木、標高37m）の気候 | 飯塚特別地域気象観測所（飯塚市川島字甘木、標高37m）の気候 | 飯塚特別地域気象観測所（飯塚市川島字甘木、標高37m）の気候 | 飯塚特別地域気象観測所（飯塚市川島字甘木、標高37m）の気候 | 飯塚特別地域気象観測所（飯塚市川島字甘木、標高37m）の気候 | 飯塚特別地域気象観測所（飯塚市川島字甘木、標高37m）の気候 | 飯塚特別地域気象観測所（飯塚市川島字甘木、標高37m）の気候 | 飯塚特別地域気象観測所（飯塚市川島字甘木、標高37m）の気候 | 飯塚特別地域気象観測所（飯塚市川島字甘木、標高37m）の気候 | 飯塚特別地域気象観測所（飯塚市川島字甘木、標高37m）の気候 | 飯塚特別地域気象観測所（飯塚市川島字甘木、標高37m）の気候 | 飯塚特別地域気象観測所（飯塚市川島字甘木、標高37m）の気候 | 飯塚特別地域気象観測所（飯塚市川島字甘木、標高37m）の気候 | 飯塚特別地域気象観測所（飯塚市川島字甘木、標高37m）の気候 |
| 月                                                        | 1月                                                       | 2月                                                       | 3月                                                       | 4月                                                       | 5月                                                       | 6月                                                       | 7月                                                       | 8月                                                       | 9月                                                       | 10月                                                      | 11月                                                      | 12月                                                      | 年                                                        |
| --------------------------------------------------------- | --------------------------------------------------------- | --------------------------------------------------------- | --------------------------------------------------------- | --------------------------------------------------------- | --------------------------------------------------------- | --------------------------------------------------------- | --------------------------------------------------------- | --------------------------------------------------------- | --------------------------------------------------------- | --------------------------------------------------------- | --------------------------------------------------------- | --------------------------------------------------------- | --------------------------------------------------------- |
| 最高気温記録 °C （°F）                                    | 20.8 (69.4)                                               | 23.7 (74.7)                                               | 25.9 (78.6)                                               | 30.3 (86.5)                                               | 34.2 (93.6)                                               | 35.7 (96.3)                                               | 37.6 (99.7)                                               | 38.3 (100.9)                                              | 36.6 (97.9)                                               | 32.9 (91.2)                                               | 28.1 (82.6)                                               | 25.3 (77.5)                                               | 38.3 (100.9)                                              |
| 平均最高気温 °C （°F）                                    | 9.6 (49.3)                                                | 11.0 (51.8)                                               | 14.5 (58.1)                                               | 20.0 (68)                                                 | 24.7 (76.5)                                               | 27.3 (81.1)                                               | 31.0 (87.8)                                               | 32.1 (89.8)                                               | 28.2 (82.8)                                               | 23.2 (73.8)                                               | 17.5 (63.5)                                               | 11.9 (53.4)                                               | 20.9 (69.6)                                               |
| 日平均気温 °C （°F）                                      | 5.3 (41.5)                                                | 6.2 (43.2)                                                | 9.4 (48.9)                                                | 14.3 (57.7)                                               | 19.1 (66.4)                                               | 22.6 (72.7)                                               | 26.6 (79.9)                                               | 27.3 (81.1)                                               | 23.4 (74.1)                                               | 17.8 (64)                                                 | 12.3 (54.1)                                               | 7.3 (45.1)                                                | 16.0 (60.8)                                               |
| 平均最低気温 °C （°F）                                    | 1.3 (34.3)                                                | 1.7 (35.1)                                                | 4.6 (40.3)                                                | 9.1 (48.4)                                                | 14.0 (57.2)                                               | 18.9 (66)                                                 | 23.3 (73.9)                                               | 23.8 (74.8)                                               | 19.7 (67.5)                                               | 13.4 (56.1)                                               | 7.7 (45.9)                                                | 2.9 (37.2)                                                | 11.7 (53.1)                                               |
| 最低気温記録 °C （°F）                                    | −9.7 (14.5)                                               | −8.1 (17.4)                                               | −6.0 (21.2)                                               | −2.4 (27.7)                                               | 1.1 (34)                                                  | 7.8 (46)                                                  | 13.1 (55.6)                                               | 15.0 (59)                                                 | 7.1 (44.8)                                                | −0.4 (31.3)                                               | −2.3 (27.9)                                               | −5.1 (22.8)                                               | −9.7 (14.5)                                               |
| 降水量 mm （inch）                                        | 76.5 (3.012)                                              | 78.6 (3.094)                                              | 115.5 (4.547)                                             | 128.6 (5.063)                                             | 149.0 (5.866)                                             | 281.8 (11.094)                                            | 347.1 (13.665)                                            | 209.6 (8.252)                                             | 178.0 (7.008)                                             | 89.5 (3.524)                                              | 89.1 (3.508)                                              | 70.3 (2.768)                                              | 1,813.4 (71.394)                                          |
| 平均降水日数 （≥0.5 mm）                                  | 11.8                                                      | 11.1                                                      | 12.4                                                      | 11.1                                                      | 9.8                                                       | 13.2                                                      | 13.5                                                      | 11.0                                                      | 11.0                                                      | 8.2                                                       | 10.3                                                      | 10.9                                                      | 134.1                                                     |
| % 湿度                                                    | 72                                                        | 71                                                        | 70                                                        | 69                                                        | 70                                                        | 78                                                        | 80                                                        | 78                                                        | 79                                                        | 76                                                        | 76                                                        | 73                                                        | 75                                                        |
| 平均月間日照時間                                          | 103.0                                                     | 119.4                                                     | 156.6                                                     | 181.9                                                     | 199.8                                                     | 137.3                                                     | 161.0                                                     | 191.2                                                     | 154.5                                                     | 171.0                                                     | 136.9                                                     | 115.6                                                     | 1,825.9                                                   |
| 出典：気象庁 (平均値：1991年-2020年、極値：1935年-現在)   |                                                           |                                                           |                                                           |                                                           |                                                           |                                                           |                                                           |                                                           |                                                           |                                                           |                                                           |                                                           |                                                           |

### 市街地
可住地人口密度は1249.1人/km2となっている。
- 新飯塚、新立岩（主要地域、官公庁が多く所在する。）
- 吉原町、本町、東町（江戸時代の宿場町に由来する伝統的な商業の中心地。アーケード・歓楽街）
- 菰田（飯塚駅周辺、個人商店の多い街）
- 伊岐須、片島（1963年合併前の二瀬町の中心地域）
- 幸袋（1963年合併前の幸袋町の中心地域）
- 弁分（沿道型商業地、交通が便利）
- 柏の森（沿道型商業地、交通が便利）
- 忠隈、南尾、枝国（平成の大合併前の穂波町の中心地域、合併前の旧飯塚市の中心地に近い）

### 一級河川
- 遠賀川
- 穂波川
- 久保白川
- 内住川
- 庄内川
- 鹿毛馬川

### 隣接する自治体
- 直方市
- 田川市
- 筑紫野市
- 宮若市
- 嘉麻市
- 嘉穂郡桂川町
- 鞍手郡小竹町
- 糟屋郡篠栗町・須恵町・宇美町
- 朝倉郡筑前町
- 田川郡糸田町・福智町

### 主要都市までの距離
- 福岡県
  - 福岡市 - 33 km
  - 北九州市 - 40 km
  - 田川市 - 12 km
  - 直方市 - 13 km
  - 宮若市 - 11 km
  - 嘉麻市 - 10 km
  - 宗像市 - 25 km
  - 太宰府市 - 28 km
  - 朝倉市 - 30 km
  - 行橋市 - 32 km
  - 久留米市 - 45 km
- 佐賀県
  - 鳥栖市 - 40 km

## 歴史

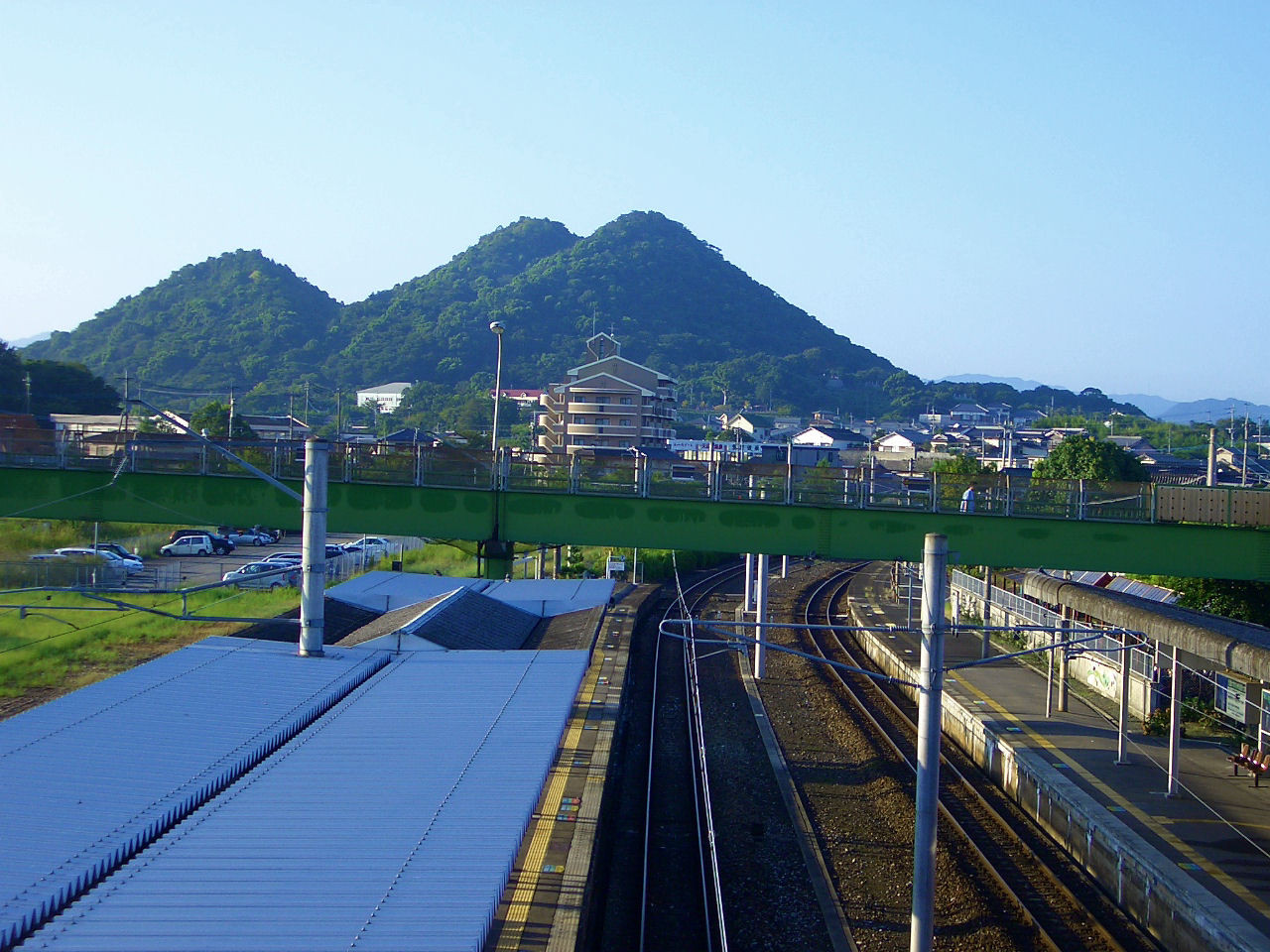
福岡県飯塚市忠隈のボタ山（筑豊富士）

### 古代
遠賀川水系の肥沃な沖積平野で弥生時代より稲作が行われ、各地に古墳が点在する。立岩式石包丁の製作工場跡や人骨を収めた甕棺が話題を呼んだ甕棺墓群等で有名な立岩遺跡がある。日本国内での鋳銅技術発祥の地としても知られている。

### 江戸時代
現在の市域に長崎街道が整備された。現在の市中心部に飯塚宿が、市南部（旧・筑穂町町域）に内野宿が整備され、それぞれ宿場町として栄えた（筑前国内区間には全部で6箇所の宿場町があり、「筑前六宿」と呼ばれた）。この頃から、農業中心から商業中心になってきた。

### 明治時代 - 昭和時代
近代に入り、石炭がエネルギー資源としての利用価値を帯びるようになると、石炭発掘が盛んになり、周辺一帯は筑豊炭田と呼ばれ発展し、国の基幹産業となった。飯塚市は筑豊地域の中心部となり、全国各地や外地から多くの炭坑労働者が移住し、人口が急増した。
しかし、戦中戦後の乱掘と昭和30年代のエネルギー革命によって石炭産業は衰退し、炭鉱の閉山による急激な過疎化が進んだ。近畿大学や九州工業大学が飯塚にキャンパスや附属高等学校や附属幼稚園を設置して以来、飯塚は学生を中心に人口が増加し、過疎化は止まった。しかし2000年代に入り、人口は再び減少に転じている。

### 平成時代以降
現在は情報産業都市を目指している。
- 2003年4月1日 - 飯塚アジアIT特区を設ける。
- 2003年7月19日 - 平成15年7月豪雨により、洪水などの甚大な被害を受けた。
- 2007年2月4日 - 住民投票により市議会リコール成立。
- 2007年2月22日 - 飯塚オートレース場開設50周年。
- 2007年3月11日 - 市議会議員選挙の投開票。合併時の在任特例適用で最大時87人いた議員数が34人になる。
- 2008年4月14日 - 名古屋市中区に飯塚市名古屋事務所開設。（2011年3月閉鎖）
- 2017年5月8日 - 市役所新庁舎開庁

### 行政区域の変遷
飯塚市は、下記のように新設合併によって3度設置されている。初代は1932年に飯塚町が市制施行して飯塚市になっており、その後は1963年と2006年に新設合併している。
- 1889年4月1日 - 町村制施行により、現在の市域にあたる以下の町村が発足。
  - 穂波郡
    - 飯塚町 ← 飯塚村、徳前村、菰田村
    - 大谷村 ← 幸袋村、庄司村、中村、吉北村、目尾村、柳橋村、津島村
    - 二瀬村 ← 川津村、横田村、伊岐須村、相田村、伊川村、片島村
    - 鎮西村 ← 大日寺村、花瀬村、潤野村、明星寺村、八木山村、蓮台寺村、建花寺村
    - 上穂波村 ← 阿恵村、山口村、馬敷村、元吉村、長尾村、北古賀村、平塚村
    - 内野村 ← 内野村、弥山村
    - 大分村 ← 大分村、内住村、高田村、舎利蔵村、津原村、久保白村
    - 穂波村 ← 堀池村、忠隈村、南尾村、太郎丸村、椋本村、安恒村、椿村、弁分村、小正村、若菜村、枝国村、秋松村、楽市村、平恒村

  - 嘉麻郡
    - 笠松村 ← 上三緒村、下三緒村、立岩村、川島村、鯰田村
    - 庄内村 ← 綱分村、赤坂村、筒野村、高倉村、入水村、山倉村、有安村、多田村、仁保村、大門村、元吉村、有井村
    - 頴田村 ← 勢田村、口原村、佐与村、鹿毛馬村
- 1896年4月1日 - 郡の統合により、上記町村がすべて嘉穂郡に属する[5]。
- 1909年6月1日 - 飯塚町と笠松村が対等合併。新町制による飯塚町となる。
  - 1918年1月1日 - 大谷村が町制施行・改称。幸袋町となる。
- 1932年1月20日 - 飯塚町が市制施行。飯塚市となる。
  - 1932年9月1日 - 二瀬村が町制施行。二瀬町となる。
  - 1955年3月31日
    - 大分村の一部（大分、内住）および上穂波村・内野村が合併、筑穂町となる。
    - 大分村の残部（高田、舎利蔵、津原、久保白）は穂波村に編入。

  - 1957年11月3日 - 穂波村が町制施行。穂波町となる。
  - 1958年11月1日 - 庄内村が町制施行。庄内町となる。
  - 1959年1月1日 - 頴田村が町制施行。頴田町となる。
- 1963年4月1日 - 幸袋町・二瀬町・鎮西村と合併、改めて飯塚市を設置。
- 2006年3月26日 - 頴田町・庄内町・穂波町・筑穂町と合併し、新たな飯塚市となった。

なお、旧穂波町とは、8回にも及ぶ合併案が出たが、すべて破談となっている。平成期の合併案はじつに9回目であり、ついに実現に至った。（参考・・・昭和に学ぶ　合併ものがたり＜1＞飯塚・穂波　7回の破談を重ねて）
合併して福岡県下4番目の都市になったが、一部地域では、2021年11月まで電話が市内通話対応されていなかった（後述）。

### 町勢・市勢の推移
- 飯塚町発足時 - 人口2,935人、面積2.33km2、人口密度1259.7人/km2
- 1909年6月1日（飯塚町・笠松村合併時） - 人口11,346人、面積13.38km2、人口密度:848人/km2
- 1932年1月20日（市制施行時） - 人口40,567人、面積:13.38km2、人口密度:3,031.9人/km2
- 1955年国勢調査（筑豊炭田の最盛期） - 人口61,650人、面積17km2、人口密度3,626.5人/km2
- 1963年4月1日（飯塚市・二瀬町・幸袋町・鎮西村の対等合併直後） - 人口95,000人、面積71.80km2、人口密度1,313.2人/km2
- 2006年3月25日（飯塚市・穂波町・筑穂町・庄内町・頴田町の合併前） - 人口80,905人（男性38,516人・女性42,389人）、面積71.80km2、人口密度1,123.7人/km2、世帯数32,956世帯、一世帯数あたりの人口2.5人/世帯

### 歴代市長
| 代   | 氏名       | 就任年月日     | 退任年月日     | 備考                 |
| ---- | ---------- | -------------- | -------------- | -------------------- |
|      | 職務執行者 | 2006年3月26日  | 2006年4月22日  | 江頭貞元・旧飯塚市長 |
| 初-3 | 齊藤守史   | 2006年4月23日  | 2017年1月31日  | 辞職                 |
|      | 職務代理者 | 2017年2月1日   | 2017年2月26日  |                      |
| 4-5  | 片峯誠     | 2017年2月26日  | 2023年9月25日  | 在職中死去           |
|      | 職務代理者 | 2023年8月16日  | 2023年11月12日 | 久世賢治・副市長     |
| 6    | 武井政一   | 2023年11月12日 |                | 現職                 |

## 行政

### 市長
- 武井政一（1期目）
- 任期：2027年11月11日

### 市議会
- 定数：28人
- 任期：2023年4月23日

### 消防
- 飯塚地区消防組合
  - 飯塚消防署
    - 二瀬派出所
    - 庄内元吉出張所
    - 桂川分署筑穂派出所

※2022年度までに消防体制が見直され、飯塚消防署が片島から菰田に移転予定。また派出所を廃止し、片島分署・庄内元吉出張所を設置予定。

### 警察
- 飯塚警察署
  - 飯塚少年サポートセンター
- 筑豊自動車運転免許試験場

### 衆議院選挙区
- 福岡8区

### 飯塚アジアIT特区
- 実施日：2003年4月1日
- 範囲：飯塚市全域

### 裁判所
- 福岡地方裁判所飯塚支部
- 福岡家庭裁判所飯塚支部
- 飯塚簡易裁判所

### 法務
- 法務省福岡保護観察所飯塚駐在官事務所

### 国防
- 陸上自衛隊
  - 飯塚駐屯地
    - 第2高射特科団・第3高射特科群
    - 第9施設群

## 友好都市
- サニーベール（アメリカ合衆国）

## 経済

### 産業
炭鉱跡地に工業団地を造成し、製造業の誘致が行われている。また、2003年4月に「飯塚アジアIT特区」と呼ばれる経済特区の指定を受け、市域北部の幸袋地区に先端産業向け工業団地「飯塚リサーチパーク」が建設されており、市内の九州工業大学と連携して先端産業の育成を図っている。

### 企業
- 麻生
  - 麻生芳雄商事（スーパーASO）
- 一番食品
- 千鳥屋本家
- さかえ屋
- みぞえ住宅
- ロケット石鹸
- 日本タングステン（飯塚工場）
- 福岡嘉穂農業協同組合

### 郵便局
- 飯塚郵便局

#### 集配局以外の郵便局
| - 飯塚二瀬郵便局 - 飯塚伊川郵便局 - 飯塚横田郵便局 - 片島郵便局 - 飯塚菰田郵便局 - 幸袋郵便局 - 上三緒郵便局 - 新飯塚駅前郵便局 - 飯塚川津郵便局 - 飯塚徳前郵便局 | - 飯塚鯰田郵便局 - 穂波小正郵便局 - 忠隈郵便局 - 天道郵便局 - 平恒郵便局 - 筑穂郵便局（旧集配局） - 筑前大分郵便局 - 内野郵便局 - 庄内郵便局（旧集配局） - 頴田郵便局 |

#### 出張所
- 飯塚郵便局近畿大学内出張所
- 飯塚郵便局九州工業大学情報工学部内出張所
- 飯塚郵便局JR新飯塚駅内出張所
- 飯塚郵便局ジャスコ穂波店内出張所

#### 簡易郵便局
- 庄司簡易郵便局
- 飯塚明星寺簡易郵便局
- 目尾簡易郵便局
- 飯塚愛宕簡易郵便局
- 高田簡易郵便局
- 椋本簡易郵便局

### 主な商業施設

#### ショッピングセンター
- あいタウン - 飯塚市中心部の飯塚バスターミナル隣。
- イオン穂波ショッピングセンター - 旧ジャスコ穂波店。旧穂波町域。
- ゆめタウン飯塚 - 庄内工業団地内。
- スパイシーモール新飯塚 - 新飯塚駅東側。

#### スーパーマーケット
飯塚市内に店舗のあるスーパーマーケットチェーン
アルゾ、A-プライス、川食、極東ファディ、スーパーASO、スーパーセンタートライアル、ハローデイ、フードウェイ、ゆめマート、ルミエール

## 地域

### 人口
| |                                        |  |
| 飯塚市と全国の年齢別人口分布（2005年） | 飯塚市の年齢・男女別人口分布（2005年） |  |
| ■紫色 ― 飯塚市 ■緑色 ― 日本全国 | ■青色 ― 男性 ■赤色 ― 女性              |  |
| 飯塚市（に相当する地域）の人口の推移 \| 1970年（昭和45年） \| 126,934人 \| \| \| 1975年（昭和50年） \| 128,058人 \| \| \| 1980年（昭和55年） \| 135,852人 \| \| \| 1985年（昭和60年） \| 138,825人 \| \| \| 1990年（平成2年） \| 139,663人 \| \| \| 1995年（平成7年） \| 140,463人 \| \| \| 2000年（平成12年） \| 136,701人 \| \| \| 2005年（平成17年） \| 133,357人 \| \| \| 2010年（平成22年） \| 131,492人 \| \| \| 2015年（平成27年） \| 129,146人 \| \| \| 2020年（令和2年） \| 126,364人 \| \| |                                        |  |
| 総務省統計局 国勢調査より |                                        |  |
| 1970年（昭和45年） | 126,934人                              |  |
| 1975年（昭和50年） | 128,058人                              |  |
| 1980年（昭和55年） | 135,852人                              |  |
| 1985年（昭和60年） | 138,825人                              |  |
| 1990年（平成2年） | 139,663人                              |  |
| 1995年（平成7年） | 140,463人                              |  |
| 2000年（平成12年） | 136,701人                              |  |
| 2005年（平成17年） | 133,357人                              |  |
| 2010年（平成22年） | 131,492人                              |  |
| 2015年（平成27年） | 129,146人                              |  |
| 2020年（令和2年） | 126,364人                              |  |

### 地名
- 飯塚（1965年、住居表示実施により消滅）
- 上三緒
- 川島
- 菰田
- 下三緒
- 立岩
- 徳前
- 鯰田
- 柏の森（1951年、立岩より分立）
- 鶴三緒（1951年、下三緒より分立）
- 片島（1955年、二瀬町より編入。1966年、住居表示実施により消滅）
- 元町（1955年、二瀬町より編入。1965年、住居表示実施により消滅。1937年、片島より分立）
- 幸袋（旧幸袋町）
- 目尾（旧幸袋町）
- 庄司（旧幸袋町）
- 津島（旧幸袋町）
- 中（旧幸袋町）
- 柳橋（旧幸袋町）
- 吉北（旧幸袋町）
- 潤野（旧鎮西村）
- 建花寺（旧鎮西村）
- 大日寺（旧鎮西村）
- 花瀬（旧鎮西村）
- 明星寺（旧鎮西村）
- 八木山（旧鎮西村）
- 蓮台寺（旧鎮西村）
- 相田（旧二瀬町）
- 伊川（旧二瀬町）
- 伊岐須（旧二瀬町）
- （旧二瀬町片島は合併時に、先に飯塚市に編入されていた片島に編入された）
- 川津（旧二瀬町）
- 横田（旧二瀬町）
- 芦原町（1960年、片島より分立。1965年、住居表示実施により消滅）
- 門出町（1960年、片島より分立。1965年、住居表示実施により消滅）
- 飯塚（1965年、飯塚・徳前より発足）
- 片島1丁目 - 3丁目（1965年、元町・芦原町・門出町・飯塚・片島より発足）
- 西徳前（1965年、飯塚・徳前より発足）
- 西町（1965年、飯塚・徳前・片島より発足）
- 東徳前（1965年、徳前より発足）
- 本町（1965年、飯塚・徳前より発足）
- 宮町（1965年、飯塚より発足）
- 吉原町（1965年、飯塚より発足）
- 新飯塚（1966年、立岩より発足）
- 新立岩（1966年、立岩・片島より発足）
- 芳雄町（1966年、柏の森・立岩より発足）
- 菰田西1丁目 - 3丁目（1967年、菰田・飯塚より発足）
- 菰田東1丁目 - 2丁目（1967年、菰田・鶴三緒より発足）

#### 旧筑穂町
- 阿恵（旧上穂波村）
- 北古賀（旧上穂波村）
- 筑穂元吉（旧上穂波村。飯塚市合併前は元吉）
- 長尾（旧上穂波村）
- 平塚（旧上穂波村）
- 馬敷（旧上穂波村）
- 山口（旧上穂波村）
- 大分（旧大分村）
- 内住（旧大分村）
- 内野（旧内野村）
- 弥山（旧内野村）
- 桑曲（旧内野村。1947年、夜須村より編入）

#### 旧穂波町
- 秋松
- 枝国
- 小正
- 忠隈
- 太郎丸
- 椿
- 天道
- 平恒
- 弁分
- 堀池
- 南尾
- 椋本
- 安恒
- 楽市
- 若菜
- 久保白（旧大分村）
- 舎利蔵（旧大分村）
- 高田（旧大分村）
- 津原（旧大分村）

#### 旧庄内町
- 赤坂
- 有井
- 有安
- 入水
- 庄内元吉（飯塚市合併前は元吉）
- 大門
- 高倉
- 多田
- 筒野
- 綱分
- 仁保
- 山倉

#### 旧頴田町
- 鹿毛馬
- 口原
- 佐与
- 勢田

### 市外局番
- 本市の市外局番は0948（飯塚MA）である。
  - このうち頴田地区（旧嘉穂郡頴田町）では、かつて09496（直方MA）であったが、2021年10月1日に（光回線（インターネットサービス）、ひかり電話等は同年11月30日までに[10]）本市の他の地区と同じ0948に統一された[11]。

## 教育

### 大学・短期大学
国立
- 九州工業大学情報工学部

私立
- 近畿大学産業理工学部
- 近畿大学九州短期大学

### 高等学校
県立
- 福岡県立嘉穂高等学校※2015年4月1日より附属中学校を併設
- 福岡県立嘉穂東高等学校

私立
- 飯塚高等学校
- 近畿大学附属福岡高等学校

### 中学校
県立
福岡県立嘉穂高等学校附属中学校※2015年4月1日開校、高等学校も併設している。
市立
- 飯塚市立飯塚第一中学校
- 飯塚市立二瀬中学校
- 飯塚市立飯塚第二中学校
- 飯塚市立小中一貫校幸袋校
- 飯塚市立小中一貫校飯塚鎮西校
- 飯塚市立穂波西中学校
- 飯塚市立小中一貫校穂波東校
- 飯塚市立小中一貫校頴田校
- 飯塚市立筑穂中学校
- 飯塚市立庄内中学校

私立
- 飯塚日新館中学校

### 小学校
市立
| - 飯塚市立飯塚小学校 - 飯塚市立菰田小学校 - 飯塚市立立岩小学校 - 飯塚市立飯塚東小学校 - 飯塚市立鯰田小学校 - 飯塚市立片島小学校 - 飯塚市立伊岐須小学校 - 飯塚市立幸袋小学校 - 飯塚市立目尾小学校 - 飯塚市立八木山小学校 - 飯塚市立蓮台寺小学校 | - 飯塚市立潤野小学校 - 飯塚市立楽市小学校 - 飯塚市立平恒小学校 - 飯塚市立若菜小学校 - 飯塚市立椋本小学校 - 飯塚市立高田小学校 - 飯塚市立庄内小学校 - 飯塚市立内野小学校 - 飯塚市立上穂波小学校 - 飯塚市立大分小学校 - 飯塚市立頴田小学校 |

私立
- 飯塚日新館小学校※2015年4月1日開校

### 民族学校
- 筑豊朝鮮初級学校 - 2006年、北九州朝鮮初級学校に統合され閉校。

## 交通

### 空港
- 最寄り空港は福岡空港もしくは北九州空港。

### 鉄道

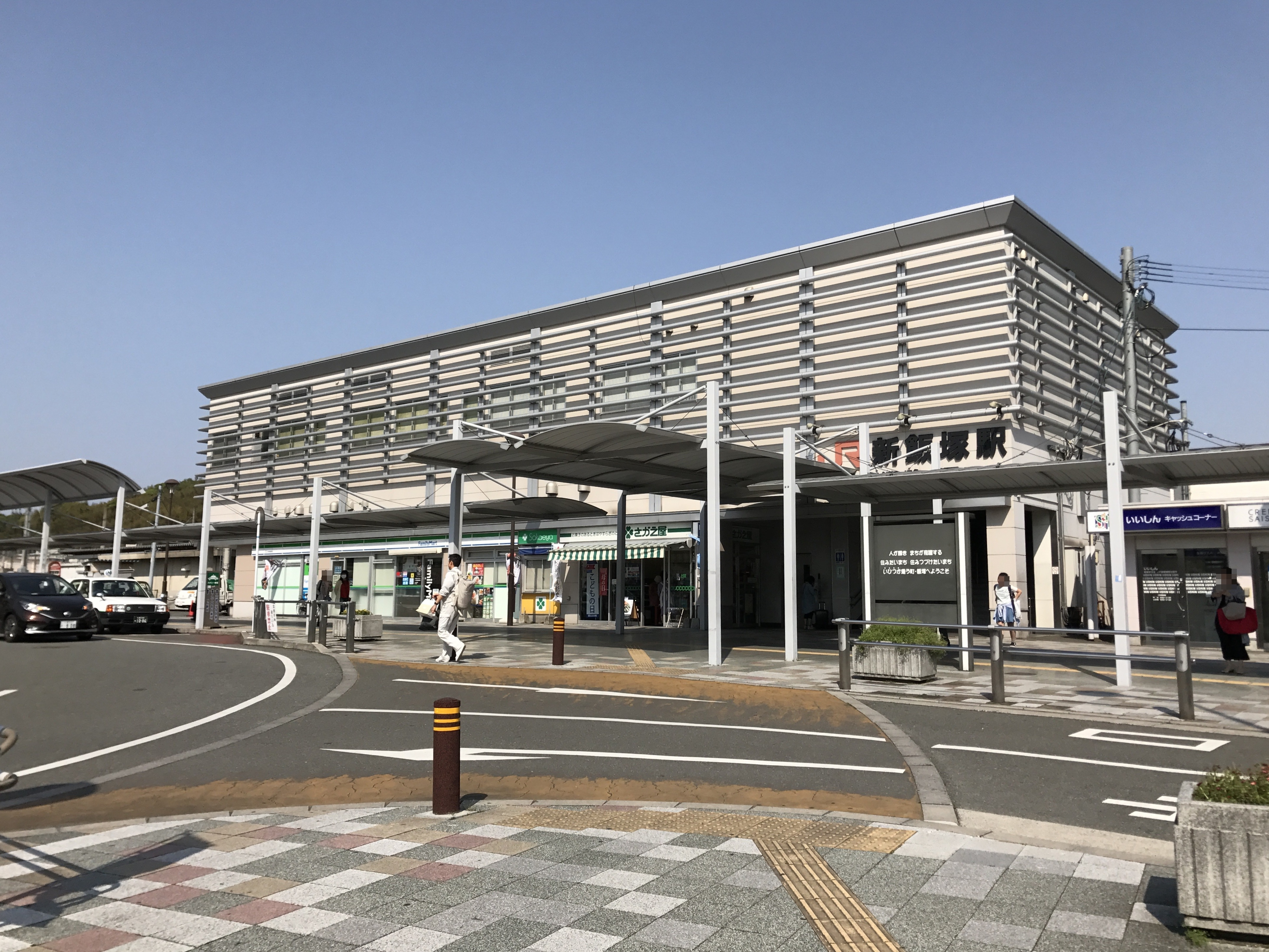
新飯塚駅

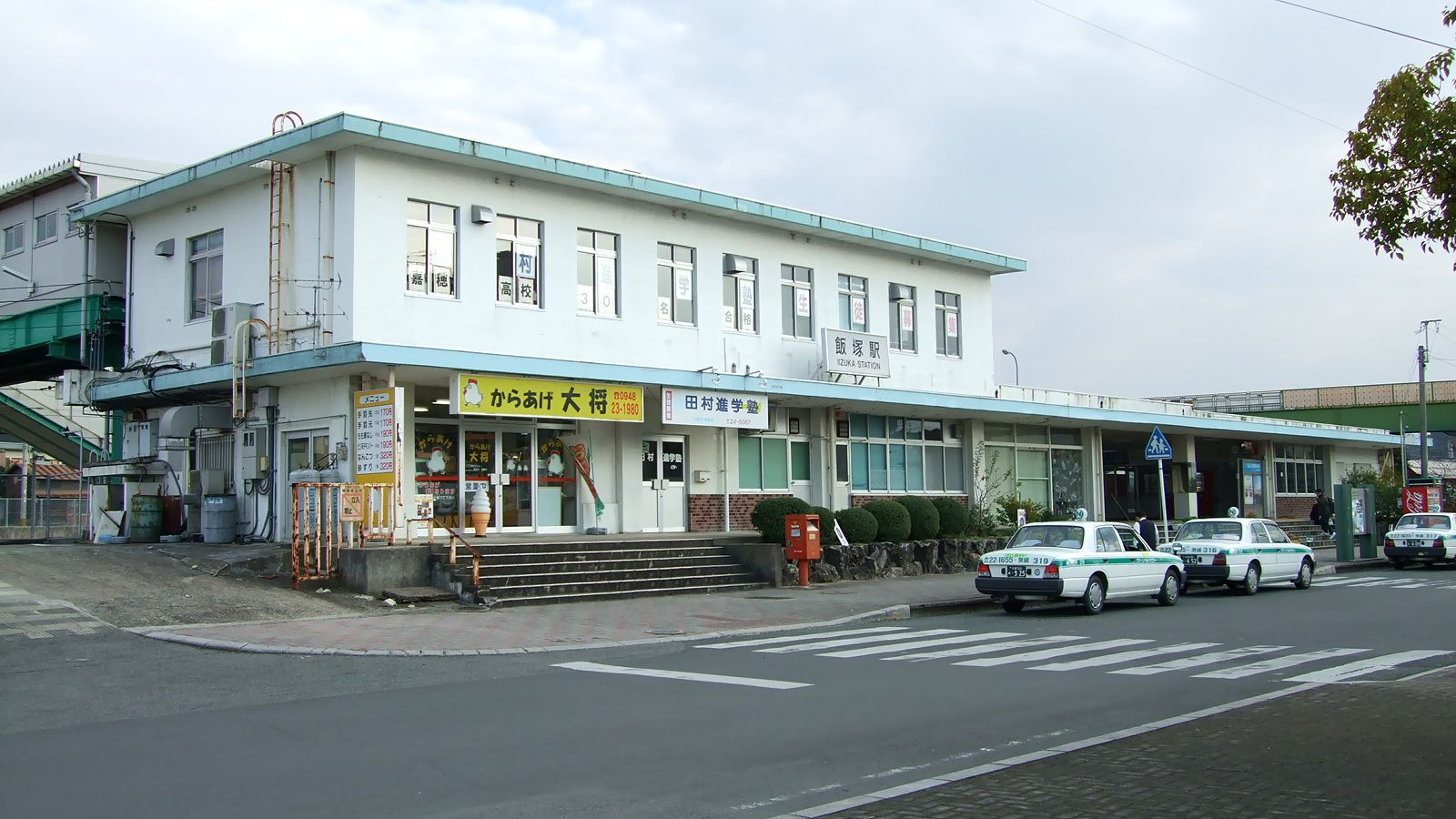
飯塚駅

飯塚駅は旧市街地の中心駅であり、現在の市中心部や市役所は新飯塚駅が最寄りである。
九州旅客鉄道（JR九州）
- 筑豊本線
  - 鯰田駅 - 浦田駅 - 新飯塚駅 - 飯塚駅 - 天道駅 -（この間桂川町）- 上穂波駅 - 筑前内野駅
- 篠栗線
  - 筑前大分駅 - 九郎原駅
- 後藤寺線
  - 新飯塚駅 - 上三緒駅 -（この間嘉麻市）- 筑前庄内駅

また、以下の区間には福北ゆたか線の愛称が付けられている。
- 鯰田駅 - 浦田駅 - 新飯塚駅 - 飯塚駅 - 天道駅 -（この間桂川町）- 筑前大分駅 ‐ 九郎原駅

飯塚市を通っている鉄道交通の中心は福北ゆたか線で、主に北九州市の主要駅（門司港駅、小倉駅、黒崎駅、折尾駅）から鹿児島本線を出発し筑豊本線を経由、桂川駅から篠栗線に乗入れし、博多駅を終着駅とする電車が主流となる。（直方駅や折尾駅で乗換が多い）なお、博多駅や小倉駅から折返し運転である。

### バス

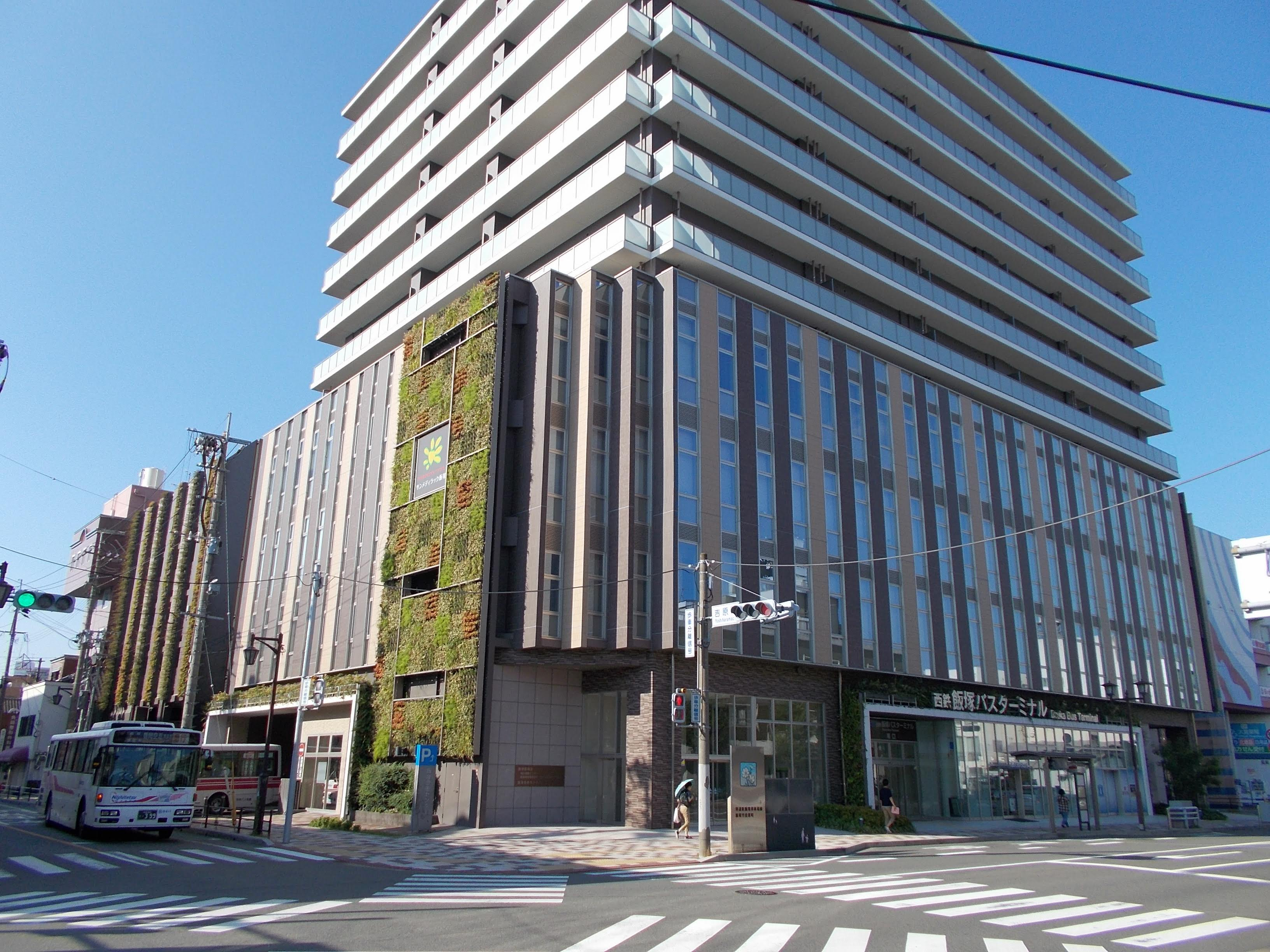
飯塚バスセンター

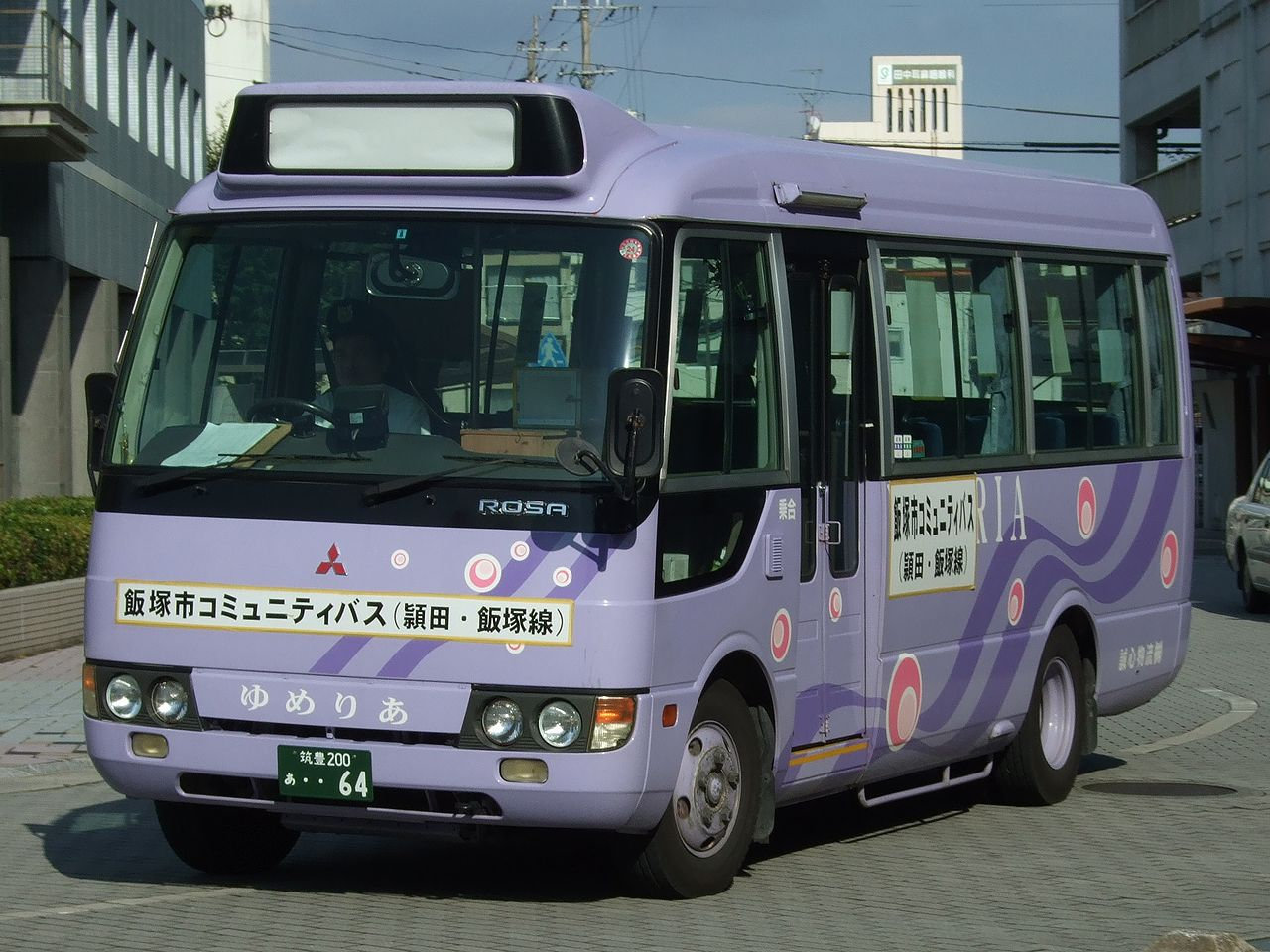
飯塚市コミュニティバス（頴田・飯塚線）。誠心物流（ゆめりあバス）が運行を担当する

西鉄バス
西鉄バス筑豊が運行。市内全路線が市中心部にある飯塚バスターミナルまたは隣接する「飯塚」「飯塚・あいタウン前」停留所を経由・発着する。市中心部の住宅地への路線や、飯塚市と合併した旧町村の中心部への路線、周辺市町への路線、福岡市と飯塚市を結ぶ筑豊特急などがある。
筑豊特急：天神（福岡市） - 粕屋町 - 篠栗町 - 飯塚市 - 糸田町 - 田川市 - 香春町
飯塚市内各地
飯塚市 - 嘉麻市
飯塚市 - 桂川町 - 嘉麻市
飯塚市 - 小竹町 - 福智町
宮若市乗合バス
宮若・飯塚線が新飯塚駅および飯塚市中心部と宮若市を結んでいる。2019年9月30日をもって廃止されたJR九州バス直方線の代替路線で、誠心物流（ゆめりあバス）による運行。
飯塚市コミュニティバス
主に市内の路線バスのない地域に運行する。土日祝日は運休。
頴田・飯塚線 - 誠心物流（ゆめりあバス）による運行。
庄内・飯塚線 - 庄内観光による運行。
筑穂・飯塚線 - 西鉄バス筑豊による運行。
飯塚街なか循環バス
中心市街地、市制当初からの飯塚市域を運行する。庄内観光による運行。日祝日は運休。
街なか循環線
川島線
菰田線
予約乗合タクシー
市中心部を除く市内各地区内で利用可能。予約制で利用者登録が必要。

### 道路

#### 高速道路など
市内に高速道路は通っていない。有料道路としては国道201号八木山バイパスが通っている。同道路は有料道路として開業後2014年に無料開放されたが2025年3月30日より一部区間4車線化のうえ再有料化された。他に冷水道路はかつては有料道路であったが無料開放されている。
福岡方面からは九州自動車道福岡ICから国道201号・八木山バイパス経由、山口・北九州方面からは九州自動車道八幡ICか北九州高速4号線金剛出入口から国道200号バイパス経由、久留米・鳥栖方面からは長崎自動車道鳥栖ICまたは大分自動車道筑後小郡ICを出て冷水道路経由、大分・行橋方面からは東九州自動車道行橋ICから国道201号を使うと便利。

#### 一般国道
- 国道200号
  - 飯塚バイパス
  - 冷水道路
- 国道201号
  - 八木山バイパス（有料）
  - 飯塚庄内田川バイパス
- 国道211号

#### 主要地方道
- 福岡県道30号飯塚福間線
- 福岡県道42号飯塚停車場線
- 福岡県道60号飯塚大野城線
- 福岡県道62号北九州小竹線
- 福岡県道65号筑紫野筑穂線
- 福岡県道90号穂波嘉穂線
- 福岡県道100号大日寺潤野飯塚線

## 飯塚市を舞台とした漫画・ドラマ・小説・映画
- 魔法少女を忘れない
- 青春の門
- 曖・昧・Me
- 水の旅人 侍KIDS
- いつか逢う街
- 信さん
- スイーツ! 嗚呼、甘き青春よ

## 名所・旧跡・観光スポット・祭事・催事

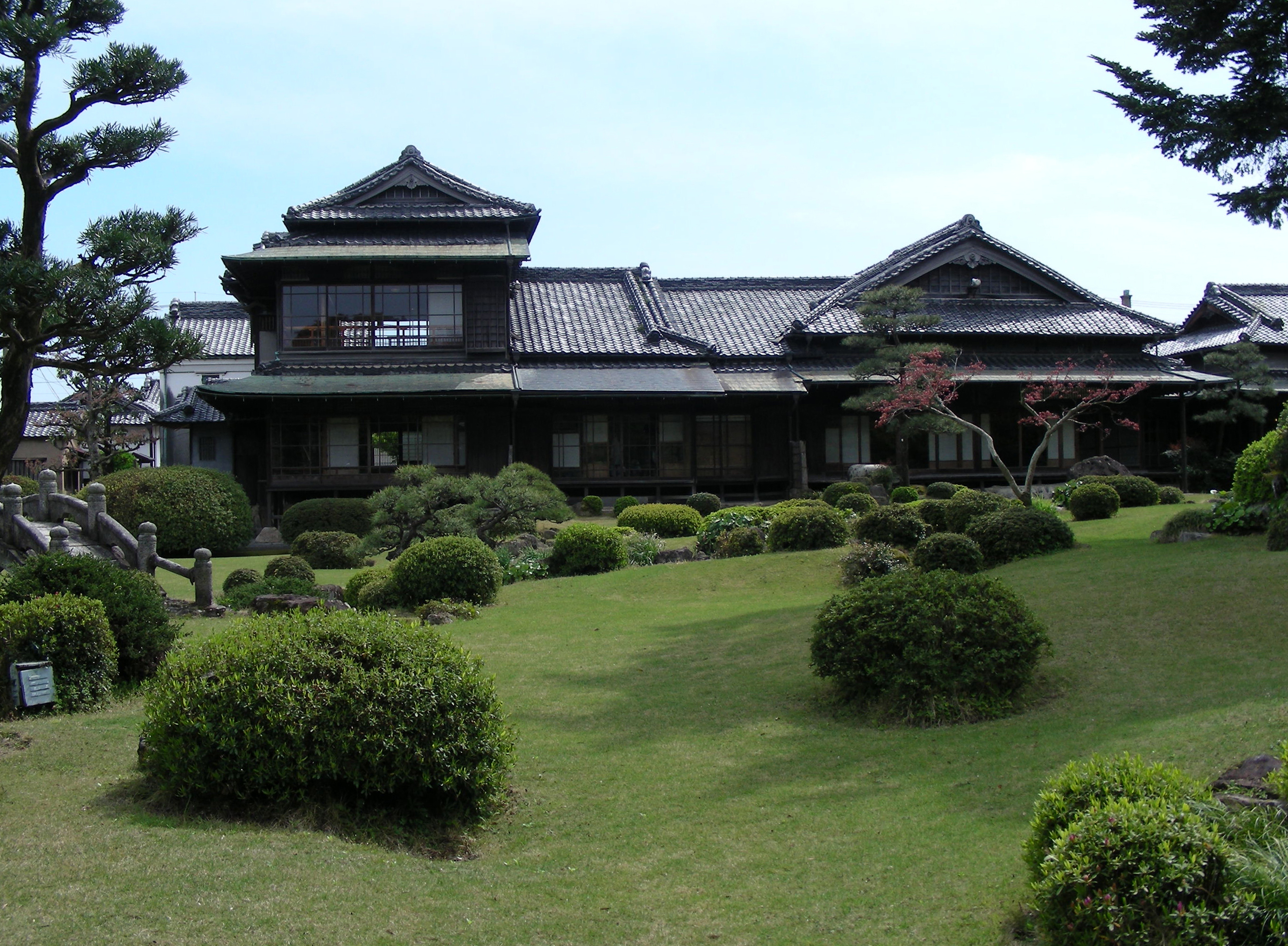
旧伊藤伝右衛門邸

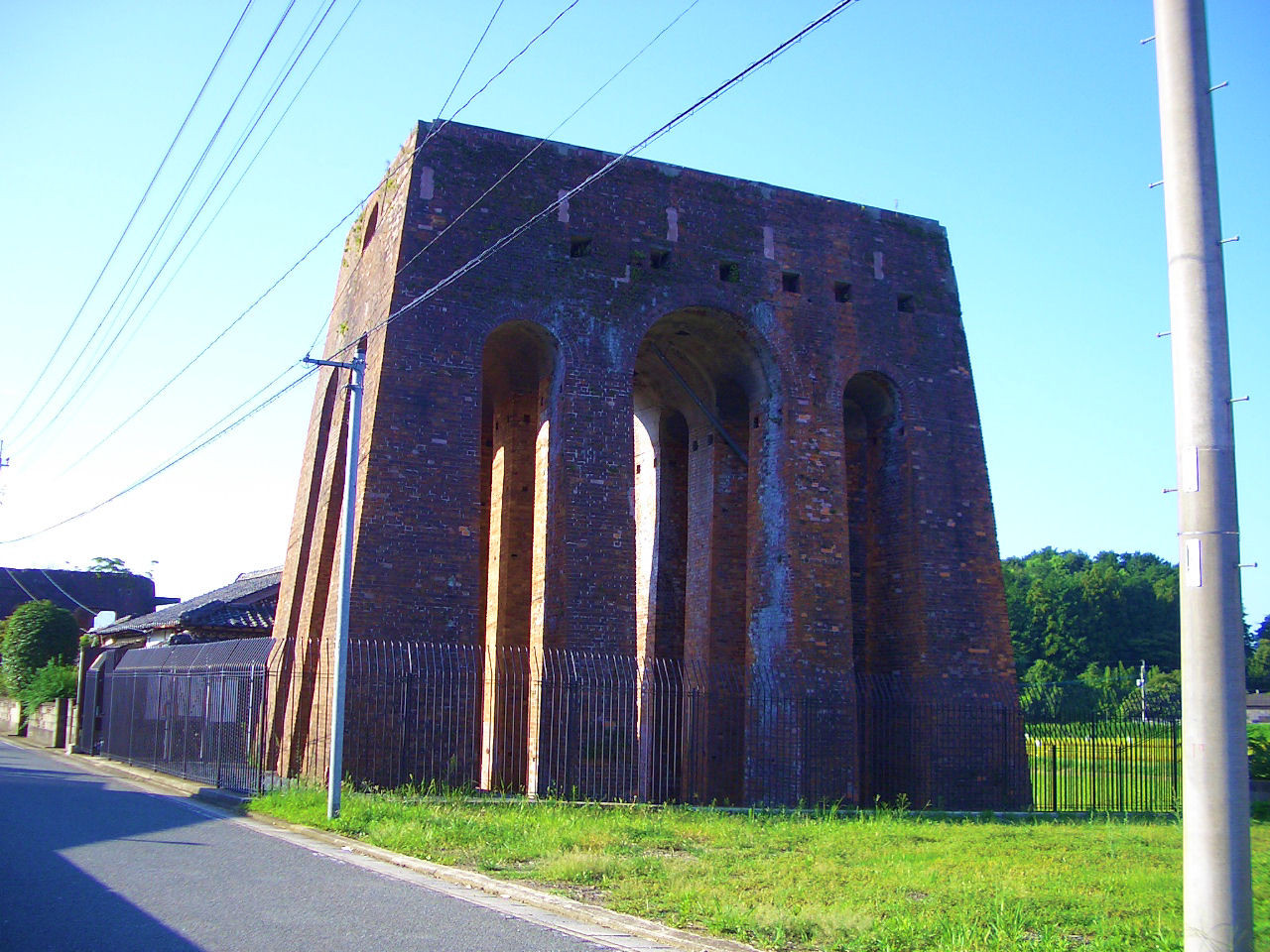
旧三菱飯塚炭鉱巻き上げ機台座

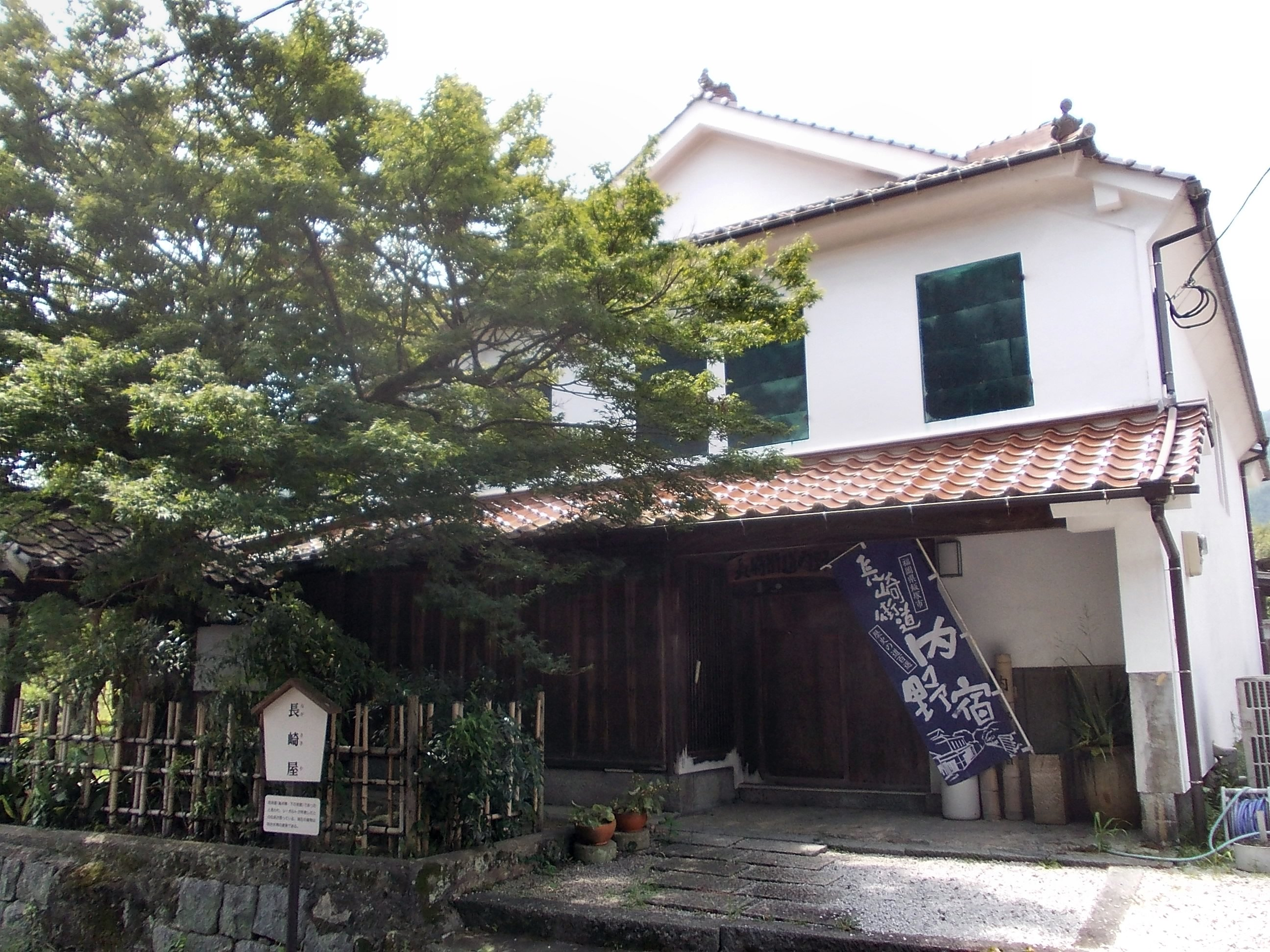
長崎街道内野宿の休憩施設長崎屋

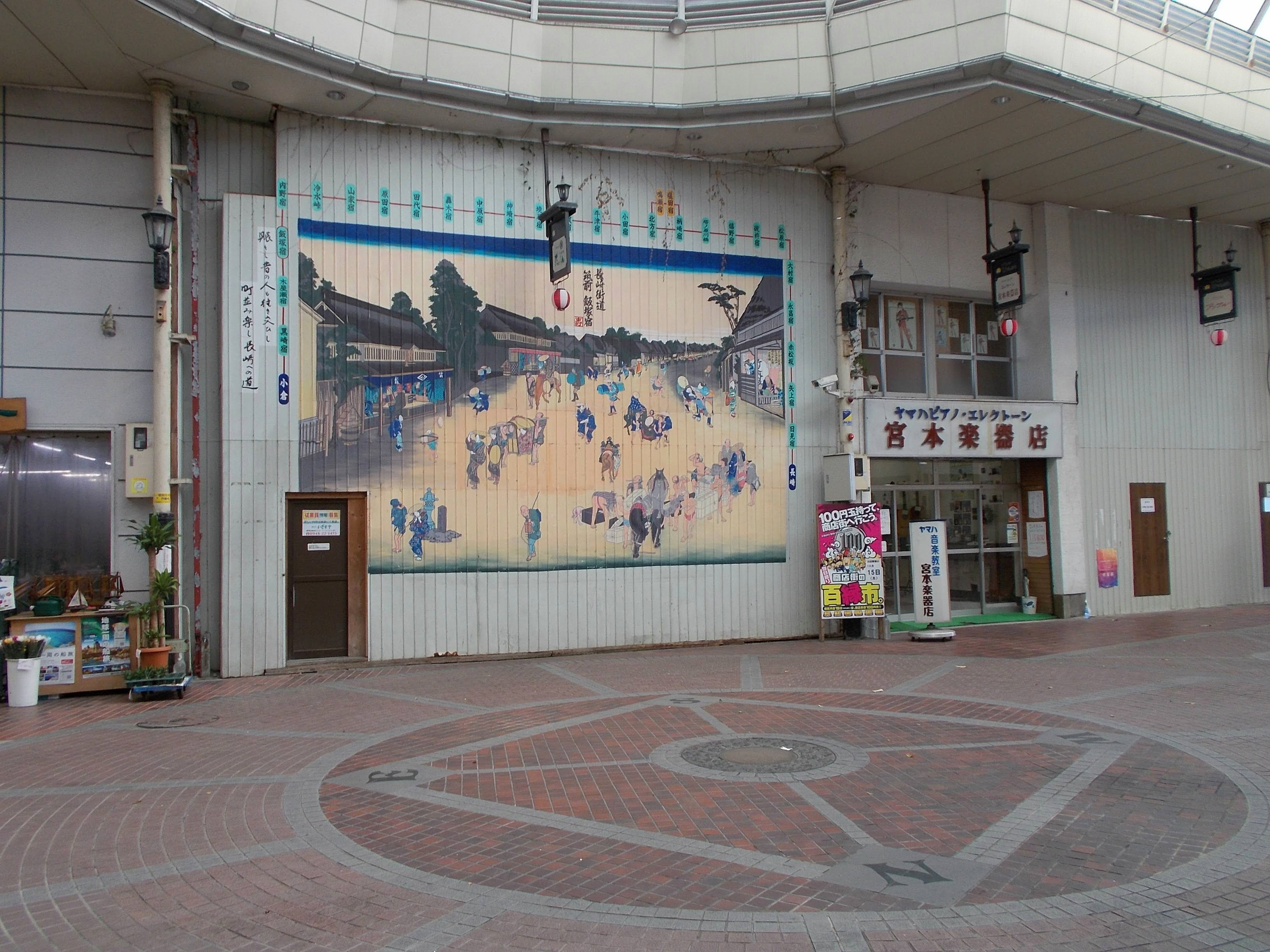
東町商店街にある長崎街道飯塚宿の壁面画

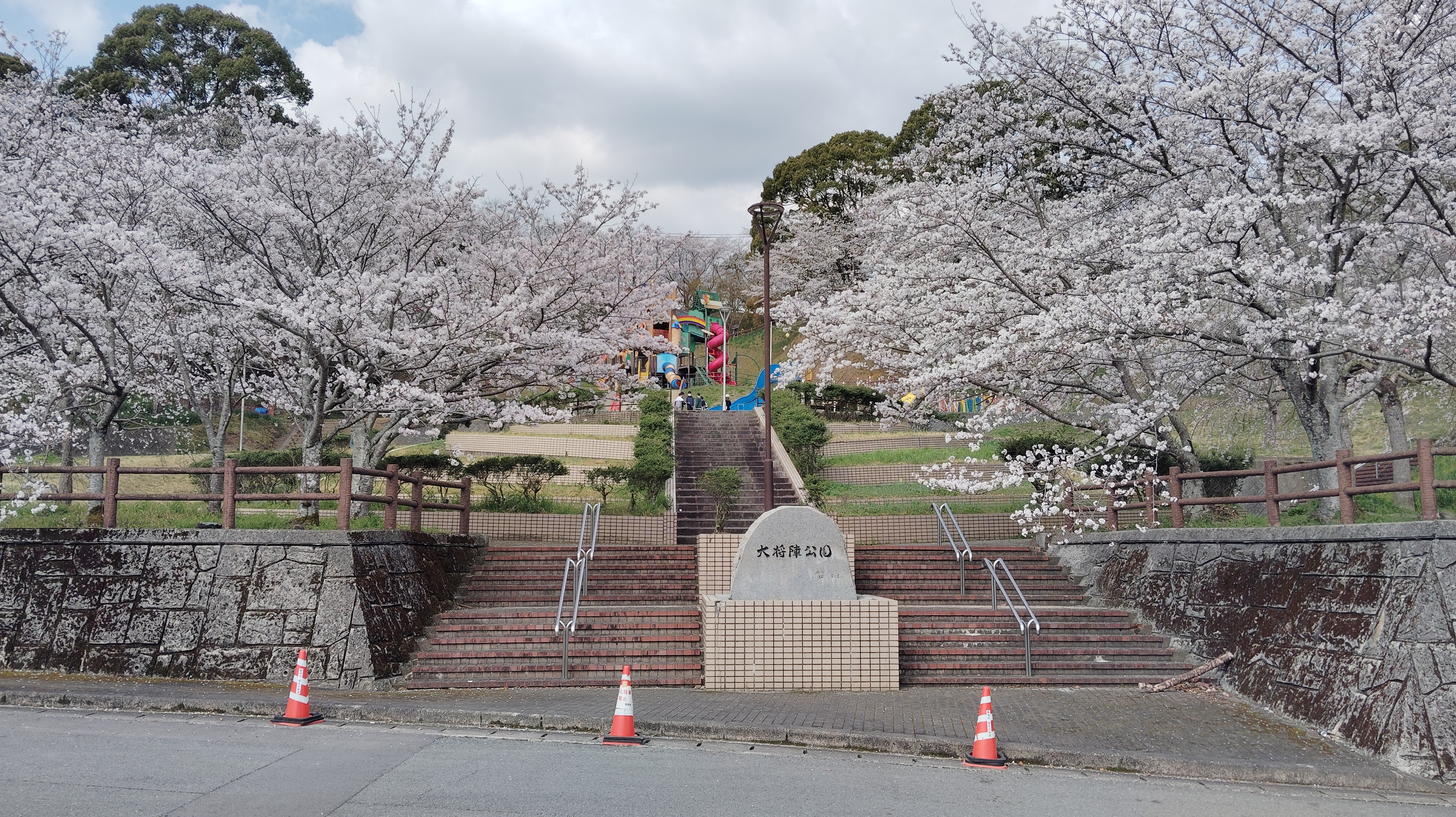
大将陣公園の桜

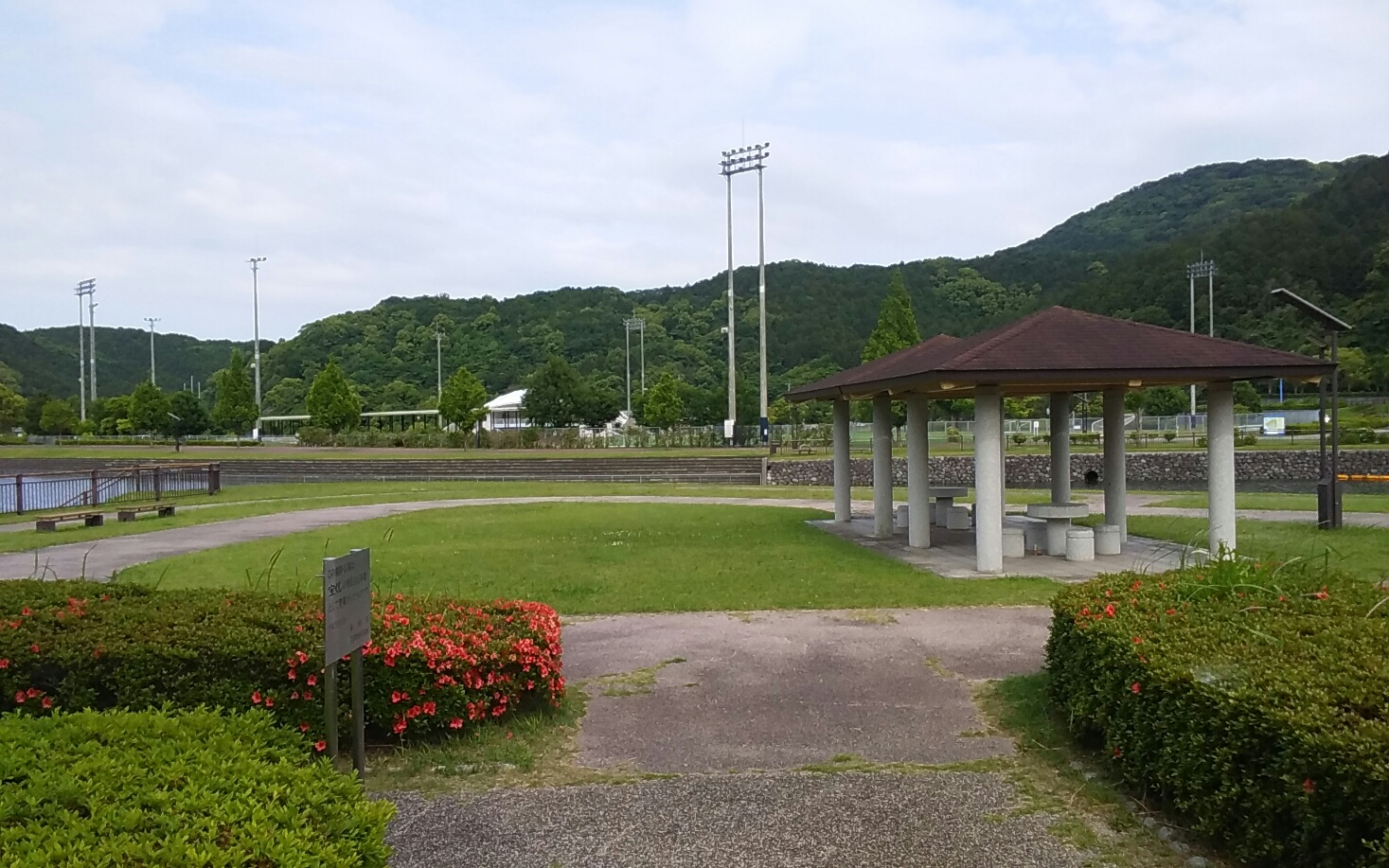
筑豊緑地

### 観光スポット
- 嘉穂劇場
- 旧伊藤伝右衛門邸
- 大浦荘
- 日本の独楽資料館
- 飯塚市歴史資料館
- 朝鮮人犠牲者追悼堂（飯塚霊園内）
- 小正西古墳
- 鹿毛馬神籠石（国の史跡）
- 立岩遺跡（出土品は国の重要文化財）
- 大分八幡宮（筥崎宮の元宮）
- 大分廃寺跡
- 長崎街道
- 長崎街道飯塚宿
- 長崎街道内野宿
- 三菱飯塚第二坑の巻き上げ機
- 住友忠隈炭鉱のボタ山
- 鎮西村のカツラ（国の天然記念物）
- 旌忠公園（西南戦争の犠牲者を慰霊する大きな慰霊碑がその頂にある）

### 公営競技
- 飯塚オートレース場
- 久留米競輪場場外車券発売場（サテライト北九州）

### 温泉・公園・レジャー施設
- 飯塚セントラル劇場（大衆演劇）
- 伊川温泉
- 勝盛公園
- 旌忠公園
- 遠賀川河川敷の菜の花・コスモス畑
- 大将陣公園
- 筑豊緑地
- 関の山いこいの森
- サンビレッジ茜

### 祭事・催事
- 大分獅子舞（だいぶししまい、県無形民俗文化財）（正月）
- いいづか雛（ひいな）のまつり（2月中旬 - 3月下旬）
- いいづか桜灯（さくらび） in 鳥羽公園（4月上旬）
- 大将陣桜まつり（4月上旬）
- 飯塚新人音楽コンクール（予選：5月ゴールデンウィーク期間中、本選：6月上旬）
- 飯塚国際車いすテニス大会（5月）
- 飯塚山笠（海の日前日追い山）
- 飯塚納涼花火大会（8月上旬）
- ほなみ納涼花火大会（8月）
- 筑前の國いいづか街道まつり（10月下旬）
- 大学祭MONTH（10月・11月）
- 永昌会（12月上旬）

## 出身者

### 政治
- 麻生氏
  - 麻生太吉（元衆議院議員・貴族院議員、麻生商店社長）
  - 麻生太賀吉（元衆議院議員、麻生産業社長）
  - 麻生太郎（衆議院議員・元内閣総理大臣、麻生セメント元社長）
- 伊藤伝右衛門（元衆議院議員、伊藤商店社長、柳原白蓮の元夫）
- 岩田順介（元衆議院議員）
- 高瀬弘美（元参議院議員、元在アメリカ合衆国日本国大使館職員）

### 実業
- 麻生泰（株式会社麻生会長）
- 江頭匡一（ロイヤルホスト創業者） - 久留米市生まれ。

### 学術
- 三好行雄（東京大学名誉教授、国文学者）

### スポーツ
- 西江一郎（元プロ野球選手）
- 小鶴誠（元プロ野球選手）
- 久保康生（元プロ野球選手、福岡ソフトバンクホークス二軍投手コーチ）
- 野口正明（元プロ野球選手）
- 福澤洋一（元プロ野球選手）
- 大喜鵬将大（元大相撲力士） - 出生から3歳まで居住。
- 前乃臻康夫（元大相撲力士）
- 瓜生正義（ボートレーサー）
- 川野芽唯（ボートレーサー）
- 羽野直也（ボートレーサー）
- 大山千広（ボートレーサー）
- 有光亮太（プロサッカー選手、V・ファーレン長崎所属）
- 森山公弥（プロサッカー選手、アビスパ福岡所属）

### マスコミ
- 鹿毛康司（マーケター、クリエイティブ・ディレクター）
- 坂口卓司（RKB毎日放送アナウンサー）
- 田中みずき（RKB毎日放送アナウンサー）
- 花村枝里（元長崎国際テレビアナウンサー）
- 宮地靖子（元大分朝日放送アナウンサー、フリーアナウンサー）

### 芸術
- 山本作兵衛（炭鉱記録画家）
- 則松金蔵（陶芸家）
- 松永孝之（漫画家）

### 音楽
- 清川進也（作曲家）
- 田中正大（ホルン奏者） - 旧二瀬町出身

### 芸能
- 井上陽水（歌手） - 旧幸袋町出身。出生から約5年間を同町で過ごし、その後は田川郡糸田町へ移住した。
- 村上ゆき（歌手）
- 成元一真（俳優）
- 岡本麗（女優）
- 白都真理（女優）
- 高山廣子（女優）
- 芳野友美（女優）
- 肘井ミカ（女優、タレント）
- 大藤真紀（元タレント）
- みづきあかり（グラビアアイドル）
- SHAKA（ストリーマー）